# Ryurik
Rurik (còn gọi là Riurik; Tiếng Slav Giáo hội cổ Рюрикъ Rjurikŭ, từ Tiếng Bắc Âu cổ Hrøríkʀ; k. 830 – 879), theo cuốn Biên niên sử sơ khởi thế kỷ 12, là một thủ lĩnh người Varyag của dân Rus' vào năm 862 đã giành quyền kiểm soát Ladoga, và cho xây cất khu định cư Holmgard gần thành Novgorod. Ông là người sáng lập nên Vương triều Ryurik, trị vì Rus' Kiev và các quốc gia kế tục của nó, bao gồm Đại công quốc Moskva và Nước Nga Sa hoàng, tồn tại cho đến tận thế kỷ 17.

## Tiểu sử

### Nước Nga trước thời Rurik
Cương vực nước Nga thời cổ đại không rộng và thế lực của nó cũng không lớn mạnh như sau này. Trước thế kỷ 9, các bộ tộc người Đông Slav ở trong tình trạng phân tranh cát cứ, mãi đến khoảng trước sau thế kỷ 10 mới xuất hiện quốc gia thống nhất đầu tiên của người Nga, đó là công quốc Kiev. Rurik chính là vương công đầu tiên của công quốc này. Đến thế kỷ 7, nền kinh tế xã hội của người Đông Slav phát triển mạnh mẽ, điều này đã thúc đẩy sự tan rã của công xã thị tộc phụ hệ, hình thành công xã nông thôn dựa trên cơ sở quan hệ địa vực. Các liên minh bộ tộc đều lấy thành thị với những thành quách bảo vệ làm trung tâm. Các thành thị tương đối lớn thời bấy giờ có Novgorod ở phía bắc và Kiev ở phía nam.
Đến giữa thế kỷ 9, người Đông Slav đã qua giai đoạn xã hội công xã nguyên thủy, tiến vào xã hội có giai cấp. Tới lúc này, những tiền đề kinh tế và chính trị cho việc thành lập quốc gia Nga đã đầy đủ. Bắt đầu từ thế kỷ 8, việc buôn bán giữa người Đông Slav và với nước ngoài đã sầm uất. Con đường nối liền từ bán đảo Scandinavia ở Bắc Âu đến Constantinopolis trở thành tuyến đường thông thương quan trọng giữa Bắc Âu với Tây Á. Trên thương lộ này, lái buôn Nga và Thổ qua lại nườm nượp, song những đội buôn này thường xuyên bị người Varyag tập kích cướp hàng hóa. Người Varyag vốn cư trú trên bán đảo Scandinavia. Sau khi Bắc Âu thông thương được với Tây Á, họ tổ chức ra các đội võ sĩ thiện chiến để cướp bóc của cải của thương đoàn các nước, bắt cư dân Slav phải nộp cống thuế. Thành Novgorod nằm trên thương lộ, có ưu thế về thiên thời địa lợi, kinh tế phát triển nhanh chóng, cũng vì thế mà trở thành đối tượng cướp bóc của người Varyag. Để đề phòng và chống lại các cuộc tập kích, địa quý tộc trong thành đã thiết lập nền thống trị của họ.

### Rurik lên nắm quyền Novgorod

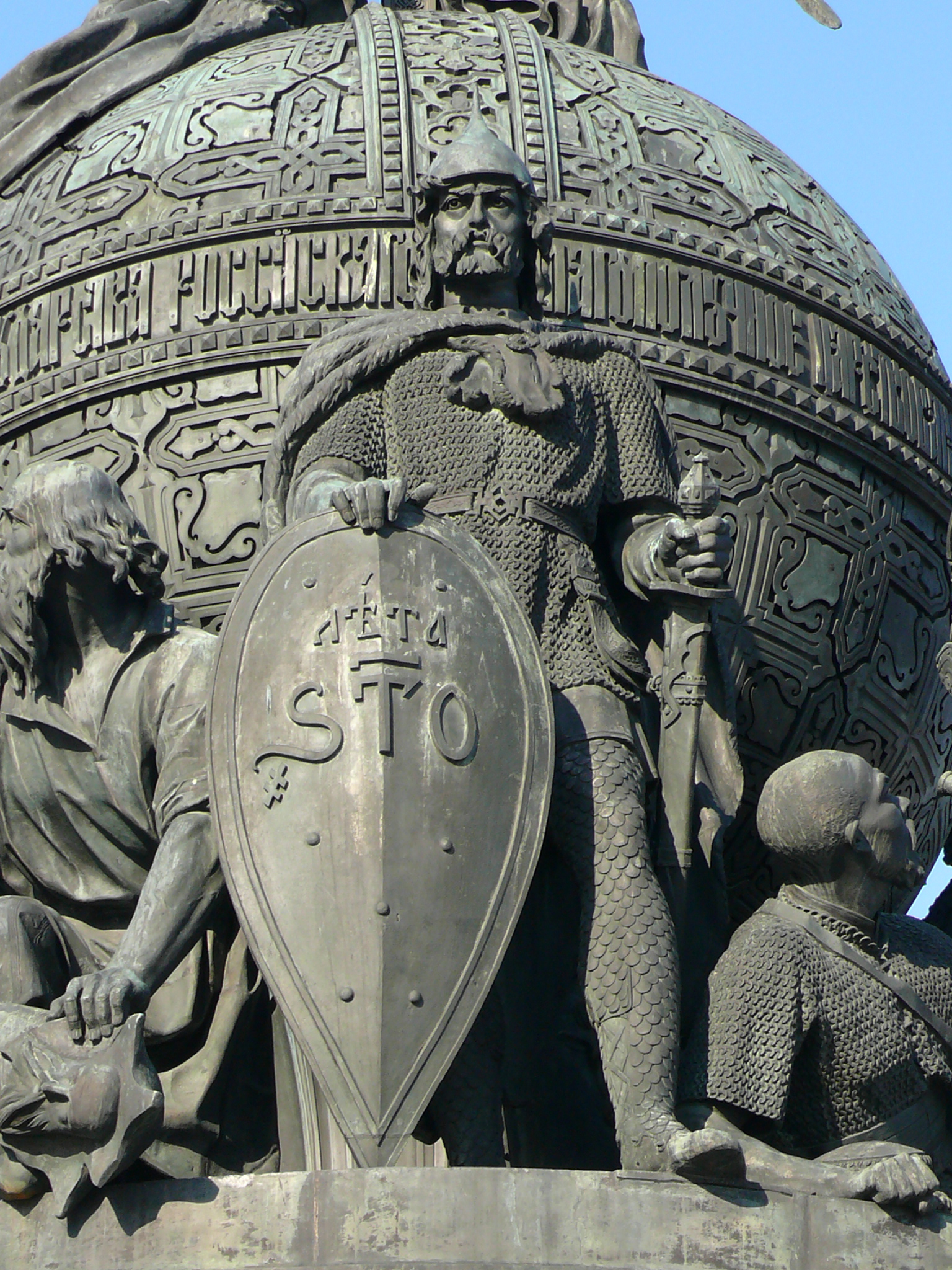
Tượng đài kỷ niệm ngàn năm sự kiện Rurik đặt chân đến Novgorod

Theo cuốn biên niên sử xưa nhất của nước Nga thì bắt đầu từ giữa thế kỷ 9, để giành quyền cai quản, hai tập đoàn quý tộc trong thành từ nhiều năm đã xung đột kịch liệt với nhau. Để tránh sứt mẻ cho cả đôi bên, quý tộc Novgorod quyết định mời anh em Rurik - kẻ thù của họ trước đây, vào thành giúp ổn định tình hình. Rurik là thủ lĩnh của người Varyag, dũng mãnh thiện chiến, từ lâu đã chỉ huy võ sĩ của mình kiếm ăn trên thương lộ, xây dựng căn cứ quân sự ở hồ Ladoga, chỉ cách Novgorod 200 dặm Nga.
Năm 862, anh em nhà Rurik đồng ý dẫn quân đến chân thành Novgorod, được quý tộc trong thành mở cổng nghênh tiếp. Sau khi vào thành, Rurik dùng vũ lực nhanh chóng ổn định được tình hình, tiếp đó nắm lấy quyền cai trị, tự phong là vương công, thành lập nước Nga đầu tiên. Lịch sử nước Nga dưới quyền thống trị của vương triều Rurik bắt đầu kể từ đó. Ách thống trị của người ngoại bang vấp phải sự phản kháng của quý tộc địa phương, dẫn tới cuộc bạo loạn của Vadim, nhưng nhanh chóng bị Rurik đập tan. Hai năm sau, hai người anh và em của Rurik qua đời, quyền hành nắm trong tay một mình Rurik. Năm 879, Rurik chết, thân thuộc của ông là Oleg lên nhiếp chính (879–912), Oleg tiếp tục đem quân chinh phục miền nam, chiếm Kiev, thống nhất các bộ tộc, rồi lên ngôi Đại công Kiev.

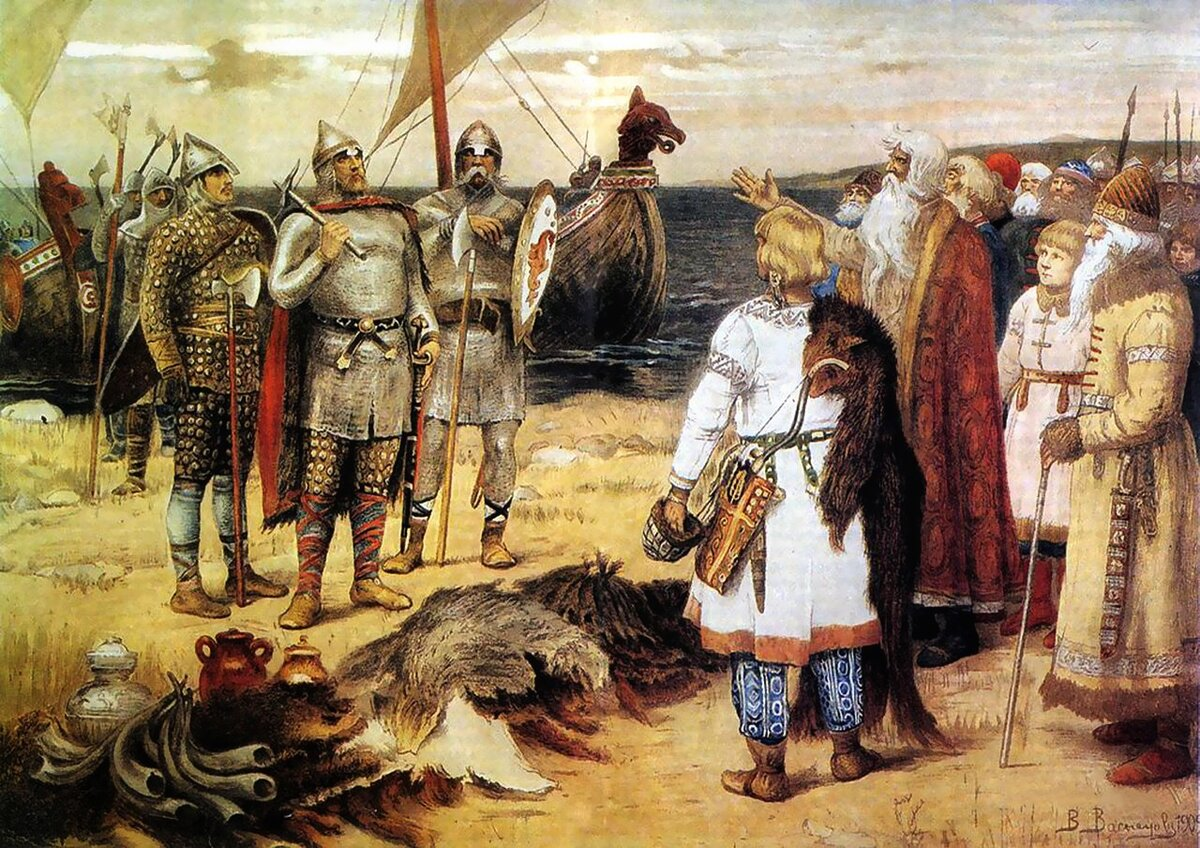
Rurik cùng hai anh em Sineus và Truvor đặt chân đến Ladoga

Cho đến nay giới sử gia chỉ biết đến Rurik qua bộ Biên niên sử sơ khởi thế kỷ 12 do Nestor viết ra, bộ sử này nói rằng các tộc dân Chud, Đông Slav, Meria, Vese, và Krivich "...đã đuổi người Varyag trở lại vùng biển, từ chối nộp cống cho họ và tự thiết lập nền cai trị của riêng mình". Sau đó các bộ lạc bắt đầu gây chiến lẫn nhau và quyết định mời người Varyag, dưới sự thống lĩnh của Rurik, đến đây để tái lập trật tự. Rurik đã đặt chân lên vùng này trong khoảng năm 860–862 cùng với hai anh em Sineus và Truvor và một đoàn tùy tùng hùng hậu. Sineus đã gầy dựng cứ địa của riêng mình tại vùng Beloozero (nay là Belozersk), trên bờ hồ Beloye, và Truvor ở Izborsk (hoặc tại Pskov). Truvor và Sineus mất ngay sau khi thành lập lãnh thổ của họ, và Rurik đã cho hợp nhất các vùng đất này vào lãnh thổ của ông.
Theo Biên niên sử sơ khởi cho biết, Rurik là một trong số người Rus', một bộ lạc Varyag được nhà biên niên sử đem ra so sánh với người Dane, Swede, Angle và Gotlander. Theo các mục từ trong cuốn Radzivil và Biên niên sử Hypatian trong những năm 862–864, nơi cư trú đầu tiên của Rurik là ở Ladoga. Rồi sau ông cho dời trung tâm quyền lực của mình sang Novgorod, một pháo đài được xây dựng không xa nguồn sông Volkhov. Ý nghĩa của tên địa danh này trong tiếng Nga thời trung cổ là 'pháo đài mới', trong khi ý nghĩa hiện tại ('thành phố mới') được phát triển sau này. Rurik vẫn nắm quyền cho đến khi qua đời vào năm 879. Trước lúc lâm chung, Rurik đã truyền lại lãnh thổ này cho Oleg, một người họ hàng thân thuộc của ông, và giao phó đứa con còn nhỏ tuổi Igor cho Oleg phụ chính. Những người kế vị của ông (Vương triều Rurik) đã dời đô sang Kiev và kiến lập nên quốc gia Rus' Kiev, tồn tại cho đến khi đại quân Mông Cổ xâm lược vào năm 1240. Một số gia tộc nguyên thủy còn sống vốn xuất thân từ nhà Rurik, mặc dù vị Sa Hoàng cuối cùng thuộc dòng dõi Rurik cai trị nước Nga, Vasily IV, đã qua đời vào năm 1612.

## Tranh cãi tính lịch sử

### Bằng chứng khảo cổ học
Trong thế kỷ 20, các nhà khảo cổ đã phần nào chứng thực phiên bản của các sự kiện. Người ta phát hiện ra rằng khu định cư Ladoga, mà sự sáng lập hay gán cho Rurik, thực ra được thành lập vào giữa thế kỷ thứ 9, dù có sự nghi ngờ được củng cố bởi bằng chứng về niên đại vòng cây rằng Ladoga đã từng tồn tại vào giữa thế kỷ thứ 8. Đồ sành, vật dụng gia đình và các loại công trình từ thời kỳ sáng lập của Rurik tương ứng với các mẫu vật về sau khá phổ biến ở Jutland, nhưng chủ yếu là các cuộc khai quật đã bác bỏ hầu hết dữ liệu của biên niên sử về sự hiện diện của Rurik khi làm sáng tỏ một điều rằng khu định cư cũ kéo dài đến giữa thế kỷ thứ 8 và các vật dụng được khai quật hầu hết đều có nguồn gốc dân tộc Finno-Ugric và Slav, có niên đại từ giữa thế kỷ thứ 8, cho thấy khu định cư không hẳn là của người Scandinavia ngay từ đầu.

### Giả thuyết về người sáng lập nước Nga

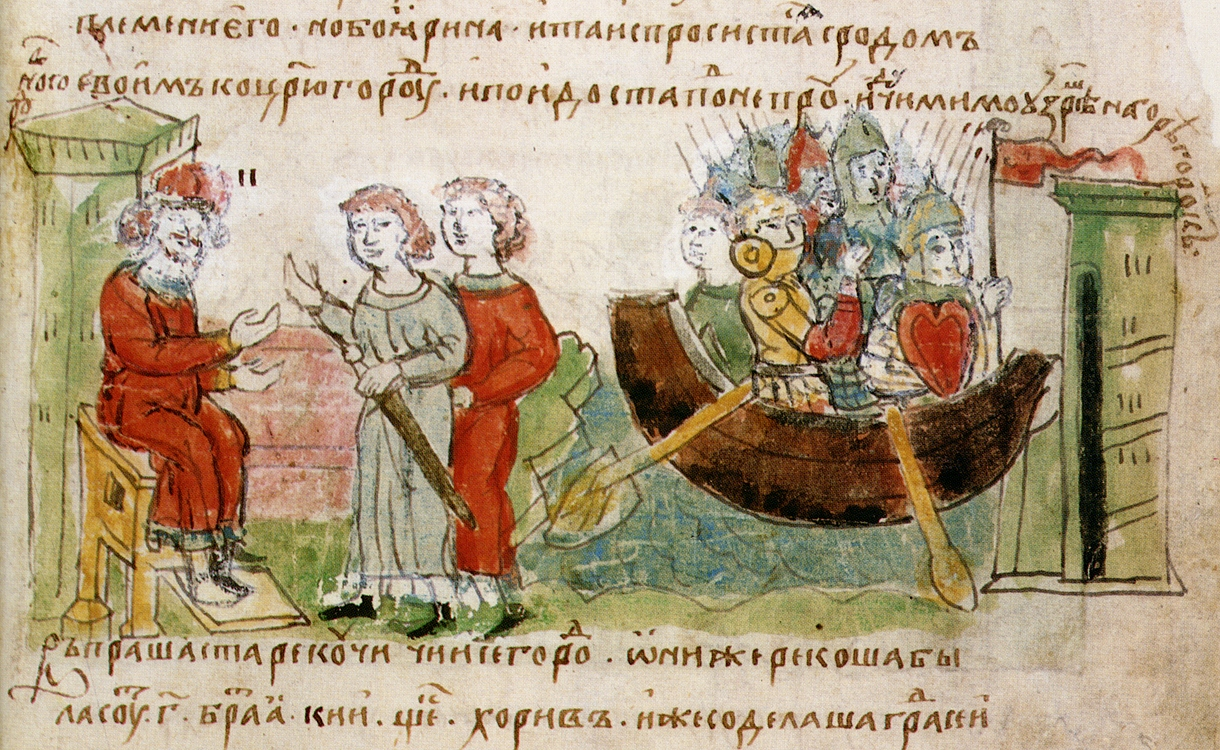
Rurik cho phép Askold và Dir đồng hành trong chiến dịch vây đánh Tsargrad. Tiểu họa Biên niên sử Radzivill.

Một vấn đề quan trọng mà các học giả đã tranh cãi không ngớt, theo đó thì Rurik là người dị bang, một người Varyag (thuộc chủng Norman) viện vào cớ gì mà ông ta đường đường chính chính tiến vào thành của người Nga? Do quý tộc Novgorod mời ông ta với tư cách là quân đội đánh thuê vào thành dẹp loạn hay là quý tộc Novgorod mời ông ta vào thành để làm chủ? Về vấn đề này tồn tại hai quan điểm hoàn toàn trái ngược nhau là "thuyết Norman" và thuyết "chống Norman".
"Thuyết Norman" nhấn mạnh người Norman (người Varyag) là người sáng lập ra nước Nga và lịch sử nước Nga. Người đầu tiên nêu ra quan điểm này là một học giả người Đức sống ở Nga hồi thế kỷ 18. Quan điểm này lưu hành khá phổ biến trong giới sử học Nga và phương Tây chẳng hạn như sử gia Nga nổi tiếng thế kỷ 19 Kliousevski cho rằng Rurik đã nhận lời thỉnh cầu của quý tộc Novgorod vào thành làm chủ. Trong cuốn Biên niên sử thế giới do sử gia Mỹ Langue chủ biên cũng cho rằng "Tù trưởng Scandinavia là Rurik đã thiết lập nền thống trị ở Novgorod vào những năm 860. Ông được coi là người đặt nền móng cho vương triều Đại công Nga".
Những người theo "thuyết chống Norman" mà chủ yếu là các sử gia Liên Xô trước đây, đã phủ nhận ý kiến trên, họ cho rằng quốc gia Nga đã phát triển sớm trước khi người Norman xâm nhập và hoàn toàn không có quan hệ gì với họ. Chính Igor trị vì từ năm 912–945 mới là người sáng lập ra quốc gia Nga. Cũng có sử gia Liên Xô trước đây, như Serbacov lại coi công tước Kei - nhân vật anh hùng huyền thoại ghi trong bộ Biên niên sử sơ khởi là vị Đại công đầu tiên của nước Nga.

### Giả thuyết về danh tính với Rorik xứ Dorestad

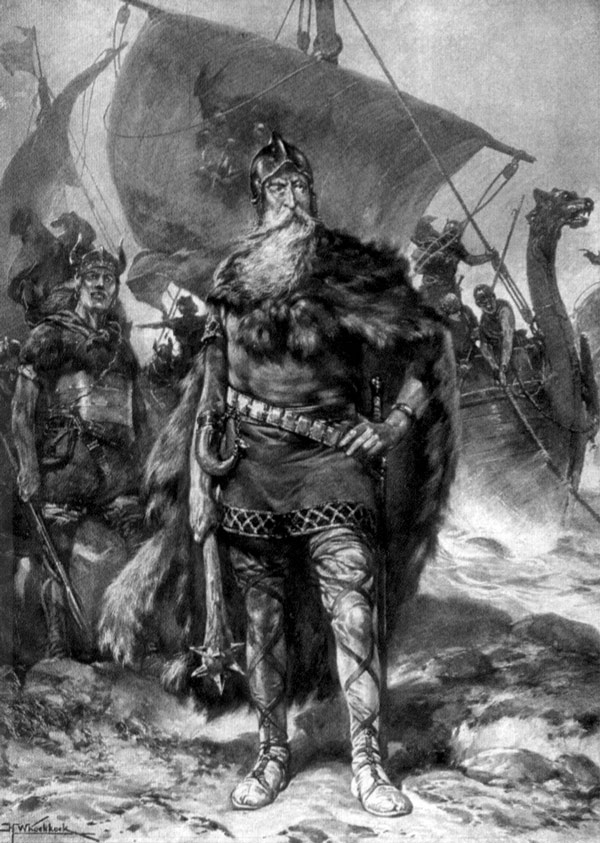
Rorik xứ Dorestad, như H. W. Koekkoek hình dung

Nhân vật tương tự duy nhất được mô tả trong bộ sử Annales Fuldenses và Annales Bertiniani thời Carolus chính là Rorik xứ Dorestad (còn đọc là Rørik, Rörik, Roerik, Hrörek, v.v...), một vị vua German thành Haithabu thuộc hoàng tộc Scylding trên Bán đảo Jutland. Từ thế kỷ 19, đã có những nỗ lực nhằm nhận dạng ông với Rurik của các bộ biên niên sử Nga.
Rorik xứ Dorestad sinh vào khoảng năm 810–820, con trai của Ali Anulo, vị vua thứ 9 của thành Haithabu. Các nhà biên niên sử người Frank đều nói rằng chính Hoàng đế Louis I đã ban xứ Friesland cho ông. Thế nhưng Rorik cho là chưa đủ, và ông bắt đầu cướp bóc các vùng đất lân cận: đem quân đánh lấy Dorestad vào năm 850, chiếm Haithabu vào năm 857, và cướp phá Bremen vào năm 859. Hoàng đế tức giận và ra lệnh tước bỏ tất cả đất đai của ông vào năm 860. Sau đó, Rorik biến mất khỏi các nguồn sử liệu phương Tây trong một thời gian đáng kể, trong khi chỉ hai năm sau, vào năm 862, Rurik của biên niên sử Nga đã đặt chân đến miền đông Baltic, xây dựng pháo đài Ladoga, rồi về sau chuyển đến Novgorod.
Rorik xứ Dorestad lại xuất hiện trong các bộ biên niên sử của người Frank vào năm 870, Khi demesne Friesland của ông đã được Hoàng đế Charles Hói trả về chủ cũ; năm 882 Rorik xứ Dorestad được đề cập là đã qua đời (không có niên đại cụ thể). Biên niên sử Nga đã đặt cái chết của Rurik xứ Novgorod vào năm 879, một khoảng cách ba năm trước những bộ biên niên sử của người Frank. Theo các nguồn sử liệu phương Tây, vị quốc vương xứ Friesland đã được người Frank cải đạo sang Kitô giáo. Điều này có thể tương đồng với sự kiện người Rus' cải đạo sang Kitô giáo, như Thượng phụ Photios kể lại vào năm 867.
Ý tưởng nhận dạng Rurik trong biên niên sử của Nestor với Rorik xứ Dorestad trong các bộ biên niên sử thời Carolus đã được hồi sinh bởi những học giả thuyết chống Norman là Boris Rybakov và Anatoly H. Kirpichnikov vào giữa thế kỷ 20, trong lúc các học giả hiện đại như Alexander Nazarenko thì phản đối ý tưởng này. Giả thuyết về danh tính của họ hiện đang thiếu sự ủng hộ trong giới học giả, dù ủng hộ tuyết "Normannic" (tức là Bắc Âu cổ, chứ không phải là Slav) thì nguồn gốc Rus' vẫn cứ tăng dần lên trong giới nghiên cứu Nga hiện nay.

## Di sản
Vương triều Rurik (hoặc Rurikid) tiếp tục cai trị Rus' Kiev, và cuối cùng là Nước Nga Sa hoàng, cho đến năm 1598, và nhiều gia đình quý tộc của Nga và Ruthenia từng tự nhận mình thuộc dòng dõi bên nội của Rurik. Vasily Tatishchev (tự xưng thuộc dòng dõi Rurik) đã tuyên bố rằng Rurik có gốc gác từ dân Wend và đã đi xa đến mức đặt tên vợ của Rurik là Efanda xứ Na Uy (Edvina); mẹ là Umila; ông nội là Gostomysl; và một người anh em họ, Vadim (dường như dựa vào tài liệu của ông trên bộ Biên niên sử Ioachim nay đã thất truyền).